# Донауверт
Донауверт (нім. Donauwörth) — місто в Німеччині, знаходиться в землі Баварія. Підпорядковується адміністративному округу Швабія. Адміністративний центр району Донау-Ріс.
Площа — 77,02 км2. Населення становить 19 593 осіб. (станом на 31 грудня 2020).
Донауверт розташоване на березі Дуная. В місті і його околицях декілька рік впадають в Дунай. Це Кессель, Верниц, Цузам, Шмуттер, трохи далі  Лех.

## Галерея

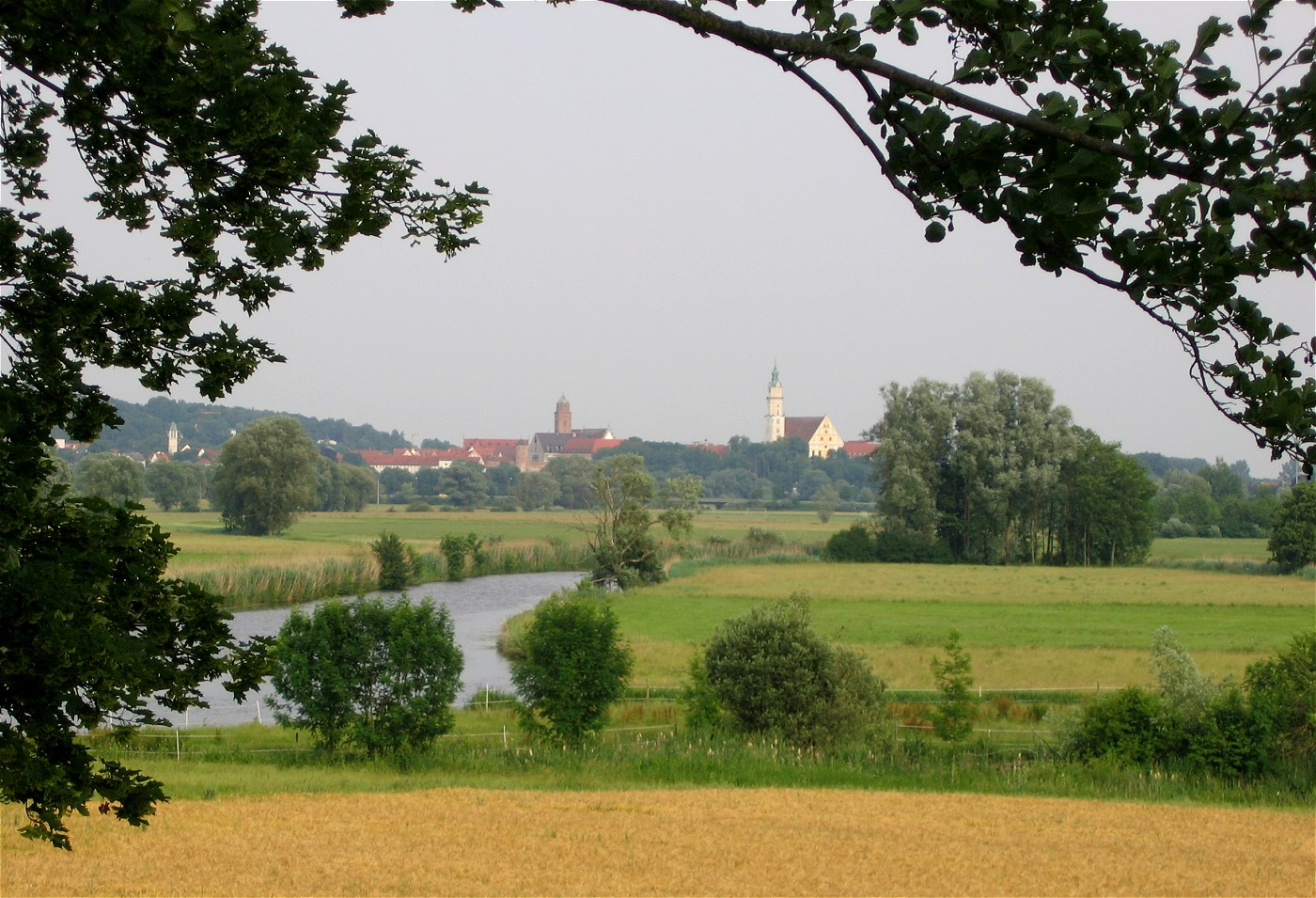
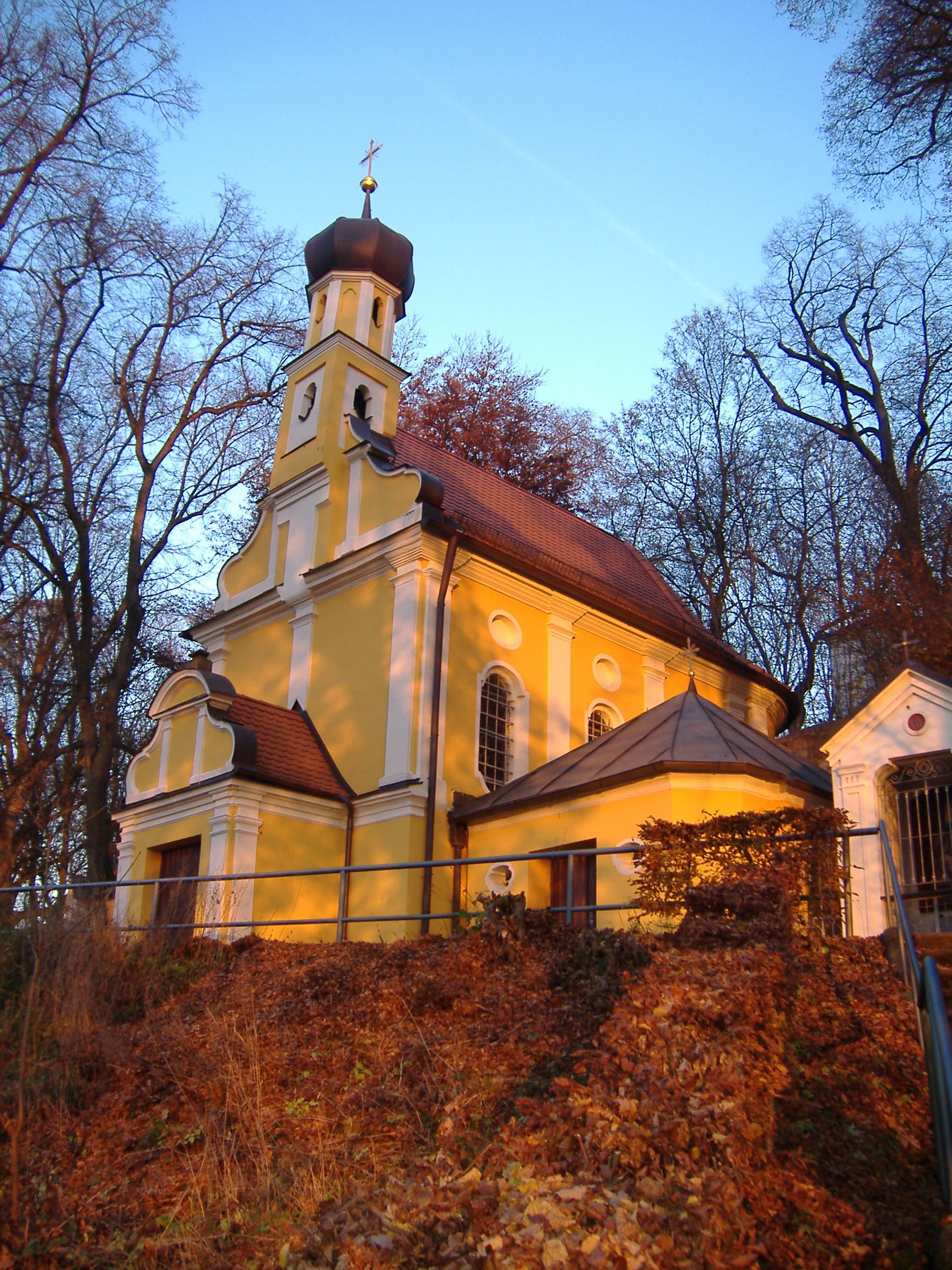
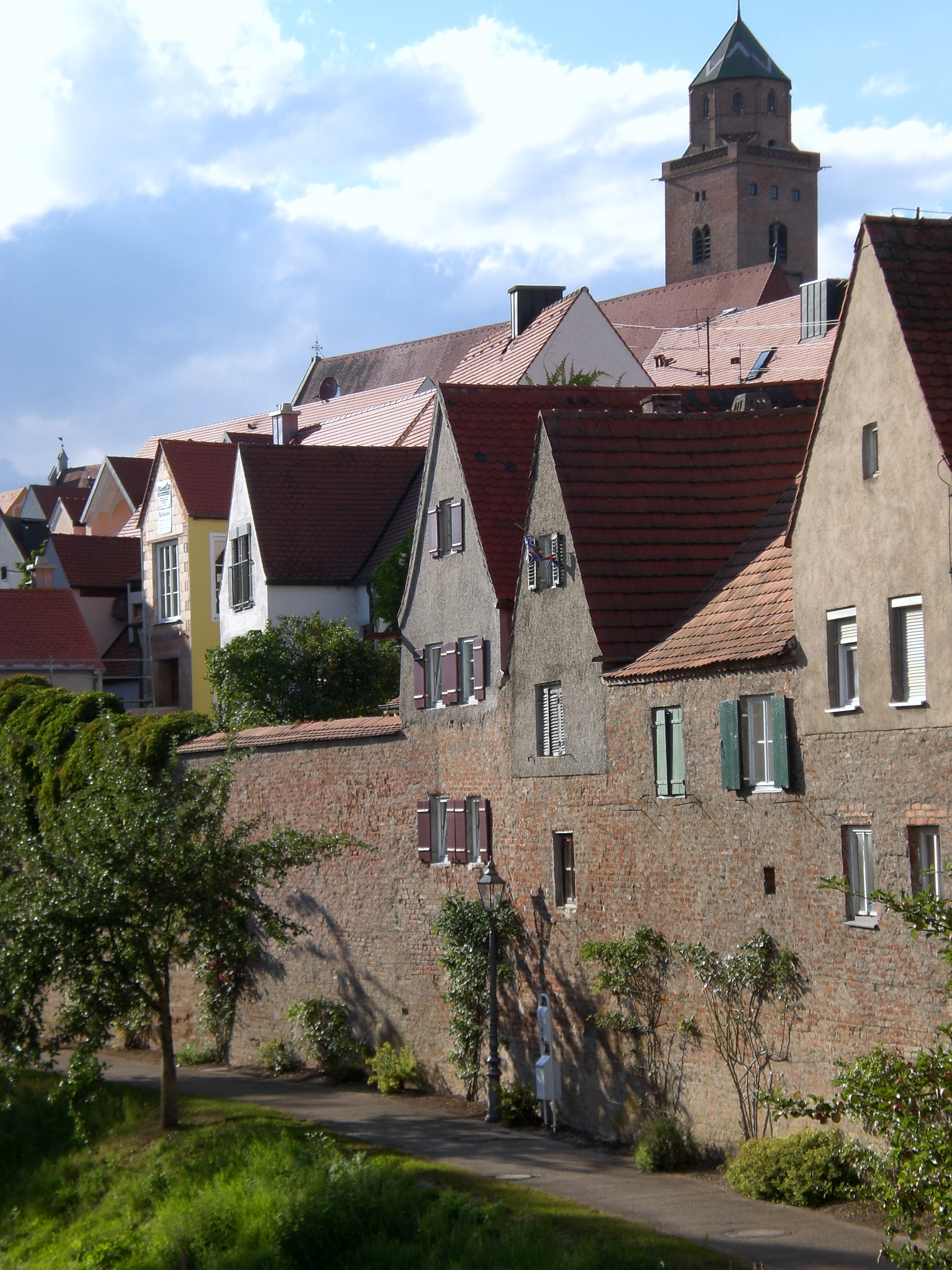
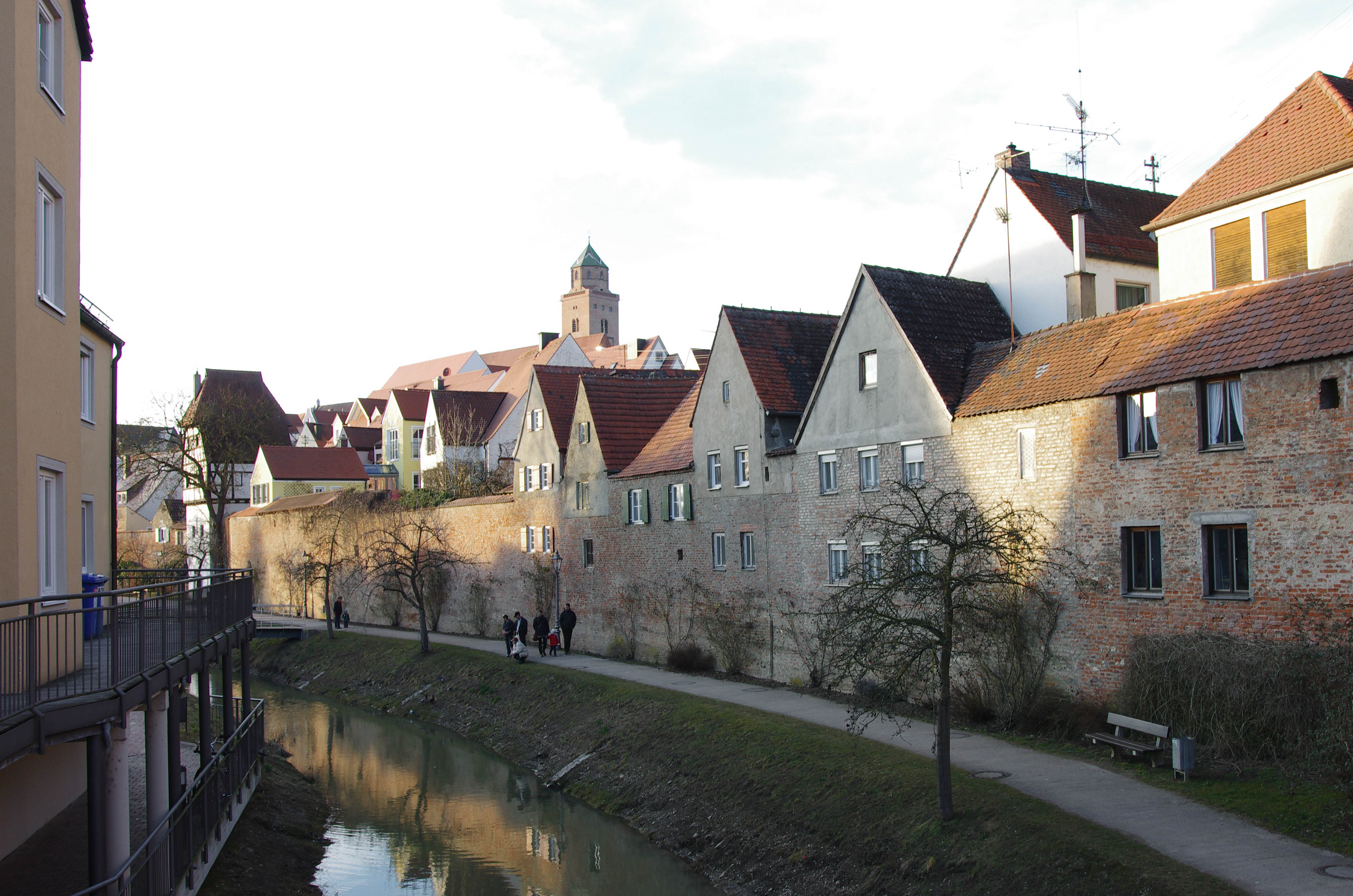
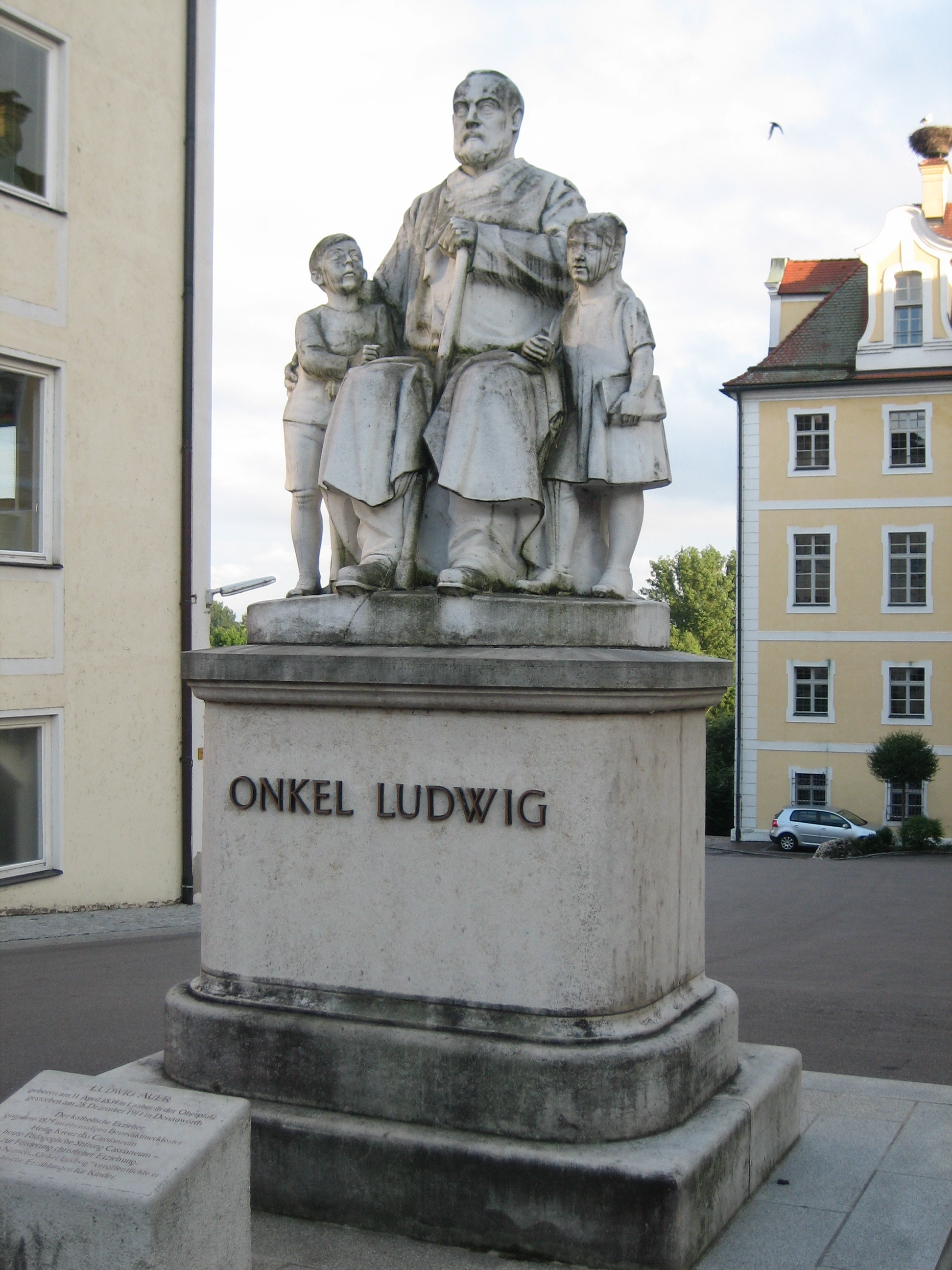